# Sibuak
Sibuak is een bestuurslaag in het regentschap Kampar van de provincie Riau, Indonesië. Sibuak telt 1933 inwoners (volkstelling 2010).